# Hydnocarpus anthelminthicus
Hydnocarpus anthelminthicus là một loài thực vật có hoa trong họ Achariaceae. Loài này được Pierre ex Laness. mô tả khoa học đầu tiên năm 1866.